# A magyar labdarúgó-válogatott mérkőzései 1928-ban
A magyar labdarúgó-válogatottnak 1928-ban hat mérkőzése volt, ebből 3 győzelemmel, 1 döntetlennel és 2 vereséggel ért véget. A találkozók közül négy tétmérkőzés volt az Európa-kupáért. Ezek mérlege 2 győzelem és 2 vereség.
Szövetségi kapitány: 
- Kiss Gyula (129–132.)
- Kiss Tivadar (133.)
- Földessy János (134.)

## Eredmények
| 129. mérkőzés 1928. március 25. Európa-kupa | Olaszország                                 | 4 – 3             | Magyarország                    | Róma, Nazionale PNF Stadion Nézőszám: 25 000 Játékvezető: Peco Bauwens (GER) |
| 129. mérkőzés 1928. március 25. Európa-kupa | L. Conti 48' 75' Rossetti 58' Libonatti 85' | (0 – 2) Részletek | Kohut 13' Hirzer 44' Takács 76' | Róma, Nazionale PNF Stadion Nézőszám: 25 000 Játékvezető: Peco Bauwens (GER) |

| 130. mérkőzés 1928. március 25. | Magyarország    | 2 – 1             | Jugoszlávia       | Budapest, FTC-pálya Nézőszám: 10 000 Játékvezető: Josef Preßler (AUT) |
| 130. mérkőzés 1928. március 25. | Stófián 32' 34' | (2 – 1) Részletek | B. Marjanovics 4' | Budapest, FTC-pálya Nézőszám: 10 000 Játékvezető: Josef Preßler (AUT) |

| 131. mérkőzés 1928. április 22. Európa-kupa | Magyarország                    | 2 – 0             | Csehszlovákia | Budapest, FTC-pálya Nézőszám: 38 000 Játékvezető: Raphaël van Praag (BEL) |
| 131. mérkőzés 1928. április 22. Európa-kupa | Hirzer 18' (11-esből) Kohut 76' | (1 – 0) Részletek |               | Budapest, FTC-pálya Nézőszám: 38 000 Játékvezető: Raphaël van Praag (BEL) |

| 132. mérkőzés 1928. május 6. | Magyarország                                      | 5 – 5             | Ausztria                                              | Budapest, MTK-pálya Nézőszám: 33 000 Játékvezető: Augustin Krist (TCH) |
| 132. mérkőzés 1928. május 6. | Kohut 2' 27' 43' Hirzer 16' (11-esből) Ströck 51' | (4 – 2) Részletek | Wessely 24' Weselik 37' 52' 90' (11-esből) Kirbes 83' | Budapest, MTK-pálya Nézőszám: 33 000 Játékvezető: Augustin Krist (TCH) |

| 133. mérkőzés 1928. október 7. Európa-kupa | Ausztria                                             | 5 – 1             | Magyarország | Bécs, Hohe Warte Stadion Nézőszám: 40 000 Játékvezető: Alfred Birlem (GER) |
| 133. mérkőzés 1928. október 7. Európa-kupa | Siegl 11' 27' Wessely 63' Wesselyk 55' Gschweidl 73' | (2 – 1) Részletek | Hirzer 37'   | Bécs, Hohe Warte Stadion Nézőszám: 40 000 Játékvezető: Alfred Birlem (GER) |

| 134. mérkőzés 1928. november 1. Európa-kupa | Magyarország                    | 3 – 1             | Svájc         | Budapest, FTC-pálya Nézőszám: 20 000 Játékvezető: Albino Carraro (ITA) |
| 134. mérkőzés 1928. november 1. Európa-kupa | Turay 36' Hirzer 49' Ströck 53' | (1 – 0) Részletek | Weiler II 80' | Budapest, FTC-pálya Nézőszám: 20 000 Játékvezető: Albino Carraro (ITA) |

## Lásd még
- A magyar labdarúgó-válogatott mérkőzései (1902–1929)
- A magyar labdarúgó-válogatott mérkőzései országonként